# Leandro Simi
Leandro Simi (ur. 29 października 1977 w São Paulo) – brazylijski futsalista, zawodnik z pola, od 2009 roku gracz Corinthians i od 1998 roku zawodnik reprezentacji Brazylii, z którą zdobywał Mistrzostwo Świata i Mistrzostwo Ameryki Południowej.
W 2007 został złotym medalistą igrzysk panamerykańskich.